# Lantages
Lantages är en kommun i departementet Aube i regionen Grand Est (tidigare regionen Champagne-Ardenne) i nordöstra Frankrike. Kommunen ligger  i kantonen Chaource som ligger i arrondissementet Troyes. År 2022 hade Lantages 214 invånare.

## Befolkningsutveckling
Antalet invånare i kommunen Lantages
Referens: INSEE